# Liste der Kulturgüter im Bezirk Arbon
Die Liste der Kulturgüter im Bezirk Arbon enthält alle Objekte in den Gemeinden des Bezirks Arbon im Kanton Thurgau, die gemäss der Haager Konvention zum Schutz von Kulturgut bei bewaffneten Konflikten, dem Bundesgesetz vom 20. Juni 2014 über den Schutz der Kulturgüter bei bewaffneten Konflikten sowie der Verordnung vom 29. Oktober 2014 über den Schutz der Kulturgüter bei bewaffneten Konflikten unter Schutz stehen.

## Kulturgüterlisten der Gemeinden
- Amriswil
- Arbon
- Dozwil
- Egnach
- Hefenhofen
- Horn
- Kesswil
- Roggwil
- Romanshorn
- Sommeri
- Uttwil